# Sarcophaga graciliforceps
Sarcophaga graciliforceps är en tvåvingeart som beskrevs av Thomas 1949. Sarcophaga graciliforceps ingår i släktet Sarcophaga och familjen köttflugor. Inga underarter finns listade i Catalogue of Life.